# 鵜飼英一
鵜飼 英一（うかい えいいち、1957年2月1日 - ）は、日本の実業家、NTN代表取締役社長。兵庫県出身。

## 来歴
1980年（昭和55年）関西大学工学部卒業後、エヌ・テー・エヌ東洋ベアリングに入社。
2017年にNTN常務取締役を経て、2021年よりNTN代表取締役社長。